# Paepalanthus caldensis
Paepalanthus caldensis là một loài thực vật có hoa trong họ Eriocaulaceae. Loài này được Malme mô tả khoa học đầu tiên năm 1902.